# Ganea-Vermutung
In der Algebraischen Topologie, einem Teilgebiet der Mathematik, ist die Ganea-Vermutung eine widerlegte Behauptung, gemäß der für einen topologischen Raum {\displaystyle X} für alle {\displaystyle n>0} gilt:
{\displaystyle \operatorname {cat} (X\times S^{n})=\operatorname {cat} (X)+1}
Dabei bezeichnet {\displaystyle \operatorname {cat} } die Lusternik–Schnirelmann-Kategorie und {\displaystyle S^{n}} die {\displaystyle n}-dimensionale Sphäre. Da für topologische Räume {\displaystyle X} und {\displaystyle Y} die Ungleichung:
{\displaystyle \operatorname {cat} (X\times Y)\leq \operatorname {cat} (X)+\operatorname {cat} (Y)}
gilt, ist die Ganea-Vermutung wegen {\displaystyle \operatorname {cat} (S^{n})=1} für jede Sphäre {\displaystyle S^{n}} mit {\displaystyle n>0} äquivalent zur Ungleichung {\displaystyle \operatorname {cat} (X\times S^{n})\geq \operatorname {cat} (X)+1}.
Die Vermutung wurde von Tudor Ganea im Jahr 1971 formuliert.  Einige Spezialfälle der Vermutung wurden bewiesen, aber Norio Iwase fand ein Gegenbeispiel im Jahr 1998. In einem weiteren Paper aus dem Jahr 2002, gab Norio Iwase ein noch stärkeres Gegenbeispiel mit einer geschlossenen glatten Mannigfaltigkeit an. Dieses Gegenbeispiel widerlegte auch eine ähnliche Vermutung, gemäß der 
{\displaystyle \operatorname {cat} (M\setminus \{p\})=\operatorname {cat} (M)-1,}
für jede geschlossene glatte Mannigfaltigkeit {\displaystyle M} und einen Punkt {\displaystyle p\in M} gilt.
Ein Gegenbeispiel für die Vermutung mit minimaler Dimension wurde von Don Stanley und Hugo Rodríguez Ordóñez im Jahr 2010 gefunden.
Diese Arbeit warf die Frage auf, für welche topologischen Räume {\displaystyle X} die Ganea-Bedingung {\displaystyle \operatorname {cat} (X\times S^{n})=\operatorname {cat} (X)+1} erfüllt ist. Es besteht die Vermutung, dass dies genau die topologischen Räume {\displaystyle X} sind, für die {\displaystyle \operatorname {cat} (X)} gleich einer anderen ähnlichen Invariante {\displaystyle \operatorname {Qcat} (X)} ist.